# Platycoelia puncticollis
Platycoelia puncticollis är en skalbaggsart som beskrevs av Friedrich Ohaus 1904. 
Platycoelia puncticollis ingår i släktet Platycoelia och familjen Rutelidae. Inga underarter finns listade i Catalogue of Life.